# بطنج زوهاري
البطنج الزوهاري أو الستاكس الزوهاري (باللاتينية: Stachys zoharyana) نوع نباتي يتبع جنس البطنج من الفصيلة الشفوية. سميت على اسم عالم النبات الفلسطيني اليهودي زوهار تكريما لمساهماته في مجال تصنيف النباتات.

## الموئل والانتشار
موطنه بلاد الشام.